# Eric Delko
Eric Delko est un personnage de fiction, héros de la série télévisée Les Experts : Miami. Il est interprété par Adam Rodriguez.

## Biographie du personnage
Le père d’Eric, Pavel Delektorsky, est un ingénieur d’origine russe envoyé à Cuba au début des années 70. C’est là qu’il rencontre et épouse une jeune femme cubaine, Clorinda, avec qui il a 3 filles (dont une, Marisol, épousera Horatio Caine et se fera assassiner par des trafiquants de drogues). Quand il apprend que son prochain enfant sera un garçon, il prend sa chance et fait entrer clandestinement sa famille en Floride.
Une fois aux États-Unis, Pavel change son nom de famille en Delko, et donne un prénom américain à son fils, Eric. Il crée également sa propre entreprise de travaux publics, espérant que son fils la reprendra.
Alors que Pavel réalise son rêve américain, Clorinda travaille pour des œuvres de charité dans la communauté cubaine de Miami. Elle fait en sorte d’y impliquer ses enfants afin que ceux-ci n'oublient jamais leurs racines. C’est là que Eric découvre l’autre côté du rêve américain et apprend que l’entraide est le seul moyen de survivre.
Au cours de sa scolarité, Pavel pousse Eric à étudier les sciences, matière que celui-ci adore et dans laquelle il excelle. Mais arrivé au lycée, il découvre sa vraie passion : la natation. Se consacrant exclusivement à ce sport, il délaisse tout le reste, et obtient une bourse pour l’Université de Miami. Il passe tout de même un diplôme en sciences pour apaiser son père, qui espère toujours qu’il suive ses traces. Eric ne rêve que de médailles d’or, mais finalement, au cours de sa dernière année d’études, il réalise qu’il n’en gagnera sûrement jamais. Déçu, il abandonne tous ses rêves de gloire olympique.
Il sait aussi qu’une vie à construire des panneaux routiers n'est pas faite pour lui, et annonce à son père qu’il ne rejoindra pas l’entreprise familiale. À ce jour, celui-ci ne lui a encore pas entièrement pardonné.
Comme il l’avait appris en accomplissant des œuvres de charité avec sa mère, il a le sentiment que l’entraide est son seul moyen de faire la différence. Il entre alors à l’Académie de Police de Miami et offre ses talents de nageur au service de recherche sous-marine. Il devient l’un des meilleurs éléments de l'équipe, mais finit par fâcher son père, qui reste convaincu que cette vie n’est pas assez bien pour lui.
D'ailleurs, il n’est pas la seule personne à penser cela. À la suite d'une alerte à la bombe, Eric impressionne Horatio Caine par son instinct naturel et sa curiosité scientifique. Quand Horatio prend la tête du labo criminel, Eric devient sa première recrue.
Eric s’était donc trompé, il a finalement gagné une médaille : le badge des experts de Miami.